# Lenina (okręg miejski Krasnodaru)
Lenina (ros. Ленина) – chutor w Rosji, w Kraju Krasnodarskim, w okręgu miejskim Krasnodaru. W 2010 liczył 7395 mieszkańców.